# EIKEN
株式會社EIKEN（日語：株式会社エイケン）是日本一家位於東京都荒川區的動畫製作公司。成立於1969年。日本動畫協會正式會員。

## 概要、沿革
EIKEN的前身是一家專門從事電視機進口與銷售的一般企業。1952年，配合電視草創時期的節目播出，梁瀨次郎成立日本電視網（Television Corporation of Japan，簡稱TCJ）。只是電視的普及率比預期中還要早，1950年代TCJ開始投入生產製作電視廣告為副業之後，不久成為該公司的正業，也成為EIKEN成立的契機。
1963年，受到首部電視動畫《原子小金剛》的播出掀起動畫熱潮的影響，動畫廣告的製作團隊以獨立分離的形式，和在TCJ電影部門發掘下。由他們自製首部作品《仙人部落》在電視上播出之後，接著受到另一部電視動畫《鐵人28號》的播出獲得廣大的迴響，正式步上軌道。
1969年4月，TCJ改名為株式會社TCJ之際，TCJ動畫部門從TCJ獨立，公司登記名稱為「株式會社TCJ動畫中心」。一方面，到目前為止以從事動畫製作為中心的高橋茂人則是成立瑞鷹（《嚕嚕米》和《阿爾卑斯山的少女》的製作公司）。
1973年5月，TCJ將所有股權讓渡，改名為現在的「株式會社EIKEN」。而「EIKEN」命名來自以前TCJ時期和EIKEN的首任社長村田英憲的名字「英憲」的音讀念法。
2002年7月，大型廣告代理商旭通廣告（ADK）取得EIKEN的70%股權之後，與富士電視台連結成為關係企業，剩餘10%則由富士電視台繼續保有。而TCJ因為完全成為YANASE旗下子公司，與EIKEN的關係逐漸淡化。
2007年，村田從代表董事社長升任代表董事會長，代表董事社長的職位由副社長毛內節夫接任；翌年，村田榮獲2008年第4回東京國際動畫博覽會功勞奬。
2013年10月6日，EIKEN的代表長壽電視動畫《海螺小姐》製作全面數位化，作為日本最後使用賽璐珞作品正式走入歷史。
2017年8月31日，村田辭去代表董事，轉任名譽會長。
2018年3月27日，毛內節夫卸任代表董事，同時另一位代表董事中村達朗則升任為代表董事社長。

## 作品列表

### TCJ時期起
| 首播年份 | 播畢年份 | 中文名稱               | 日文名稱                                        | 播放電視台 | 備註                                                       |
| -------- | -------- | ---------------------- | ----------------------------------------------- | ---------- | ---------------------------------------------------------- |
| 1963年   | 1964年   | 仙人部落               | 仙人部落                                        | 富士電視台 |                                                            |
| 1963年   | 1966年   | 鐵人28號 (1963年版)    |                                                 | 富士電視台 |                                                            |
| 1963年   | 1964年   | 8號超人                |                                                 | TBS        |                                                            |
| 1965年   | 1967年   | 來自未來的少年超級傑特 |                                                 | TBS        |                                                            |
| 1965年   | 1967年   | 宇宙少年蘇藍           |                                                 | TBS        |                                                            |
| 1965年   | 1966年   | 遊星少年帕皮           |                                                 | 富士電視台 |                                                            |
| 1966年   | 1967年   | 遊星假面               |                                                 | 富士電視台 |                                                            |
| 1967年   | 1967年   | 阿爾卑斯山的少女       |                                                 |            | 試播動畫短片。與後來1974年播出的電視動畫版兩部是不同作品。 |
| 1967年   | 1967年   | 冒險伽波天島           |                                                 | TBS        |                                                            |
| 1967年   | 1967年   | 肯尼迪騎士團           |                                                 |            | 試播動畫短片。                                             |
| 1967年   | 1967年   | 飛天五虎將             |                                                 | TBS        |                                                            |
| 1967年   | 1967年   |                        | 總承包商：Rankin Bus Production，負責動畫製作。 |            |                                                            |
| 1968年   | 1969年   | 佐助                   |                                                 | TBS        |                                                            |
| 1969年   | 1969年   | 忍風卡姆伊外傳         |                                                 | 富士電視台 | TCJ動畫中心名義，瑞鷹映像企劃。                            |
| 1969年   | 播出中   | 海螺小姐               |                                                 | 富士電視台 | TCJ動畫中心名義→改名現在的EIKEN。                          |
| 1970年   | 1970年   | 動物村物語             |                                                 | NET        |                                                            |
| 1970年   | 1970年   | 爆發五郎               |                                                 | TBS        | TCJ名義。                                                  |
| 1970年   | 1971年   | 野良黑                 |                                                 | 富士電視台 | TCJ動畫中心名義。                                          |
| 1971年   | 1972年   | 新飛天五虎將           |                                                 | TBS        |                                                            |
| 1972年   | 1973年   | 隆一漫畫劇場 音部妖怪  |                                                 | 讀賣電視台 | TCJ動畫中心名義。                                          |

### 從EIKEN開始
| 首播年份 | 播畢年份 | 中文名稱                           | 日文名稱 | 播放電視台     | 備註                                                |
| -------- | -------- | ---------------------------------- | -------- | -------------- | --------------------------------------------------- |
| 1973年   | 1974年   | 小人兒的冒險                       |          | 讀賣電視台     |                                                     |
| 1974年   | 1975年   |                                    |          | 每日放送       |                                                     |
| 1975年   | 1975年   | 海豚與少年                         |          | TBS            |                                                     |
| 1976年   | 1982年   | 暖暖家族                           |          | 富士電視台     |                                                     |
| 1976年   | 1977年   | UFO戰士阿波羅                      |          | 東京12頻道     |                                                     |
| 1980年   | 1983年   | 青少棒揚威記                       |          | 日本電視台     |                                                     |
| 1981年   | 1981年   | 物語                               | 物語     | 日本電視台     |                                                     |
| 1984年   | 1984年   | 玻璃假面 (1984年版)                |          | 日本電視台     |                                                     |
| 1984年   | 1984年   | 宇宙防衛隊PJ                       |          | 富士電視台     | 與法國動畫公司Procidis共同製作。                    |
| 1984年   | 1987年   |                                    |          | 富士電視台     |                                                     |
| 1985年   | 1986年   | 六三四之劍                         |          | 東京電視台     |                                                     |
| 1987年   | 1994年   |                                    |          | 富士電視台     |                                                     |
| 1987年   | 1993年   | 志村健的沒問題吧                   |          | 富士電視台     | 只負責片頭動畫製作。                                |
| 1988年   | 1992年   | 你好，我叫敦子                     |          | 朝日放送       |                                                     |
| 1989年   | 1990年   | 西頓動物記                         |          | 日本電視台     | 與Sunshine Corporation of Japan共同製作。           |
| 1991年   | 1991年   | 宇宙防衛隊                         |          |                | 日法共同製作動畫作品，後在日本內被製作成OVA發行。   |
| 1992年   | 1994年   | 人小鬼大                           |          | 讀賣電視台     | 實質製作為社。                                      |
| 1992年   | 1995年   | 妙廚老爹                           |          | 朝日放送       | 實質製作為Sunshine Corporation of Japan。           |
| 1994年   | 2013年   | 親子俱樂部                         |          | 富士電視台     | 協力製作：Wack、Rocket Vision（2009年左右～）。     |
| 1996年   | 1997年   | 壞婆婆 (1996年版)                  |          | 富士電視台     | 實質製作為社。                                      |
| 1996年   | 1997年   | 酷妹當家                           |          | TBS            | 實質製作為Magic Bus。                               |
| 1998年   | 1998年   | 動畫版 男人真命苦 ～寅次郎勿忘我～ |          | TBS            | 實質製作為Magic Bus。                               |
| 2000年   | 2000年   |                                    |          | BS富士         | 首部全面電腦製作的動畫。                            |
| 2001年   | 2002年   | 元氣五胞胎                         |          | TBS            | 實質製作為Magic Bus。                               |
| 2005年   | 2006年   | Play Ball                          |          | 民間各家電視台 | 實質製作為Magic Bus。                               |
| 2009年   | 2009年   | 「家電」                           | 「家電」 |                | 試播動畫短片。                                      |
| 2013年   | 2016年   | 鐵人28號Gao！                      |          | 富士電視台     | 系列製作協力（作畫工程）的工作由TYO Animation負責。 |
| 2016年   | 播出中   | 暖暖日記 (第2作)                   |          | 富士電視台     | 系列製作協力（作畫工程）的工作由TYO Animation負責。 |

## 相關人物

### 製作人
- 鷺巣政安（日语：鷺巣政安）
- 小室常夫
- 關孝行
- 一色弘安
- 小野辰雄
- 山口秀憲
- 田中洋一
- 芝原豐（製作人兼製作進行）
- 清水菜未（助理製作人）
- 米村玲香（助理製作人）
- 髙松希（助理製作人）
- 中邨太（助理製作人）
- 小林利雄（日语：小林利雄）（前宣弘社代表董事社長）
- 松本美樹（日语：松本美樹）（前宣弘社所屬製作人）
- 松下洋子（Kitty film→ADK出身）

### 動畫師、演出家
- 鳥居宥之
- 永木總博（日语：ながきふさひろ）
- 蘆田豐雄
- 海老澤幸男
- 福田皖
- 角田利隆
- 小林勝利（日语：小林勝利）
- 岡田宇啓
- 村山修
- 村山徹

- 關修一（日语：関修一）
- 國保誠
- 本多康之
- 森田浩光
- 藤原舞
- 西阪晃子
- 根岸真知子
- 本田奈留美
- 關口優花

- 山崎立士（旭通DK出身）
- 長友孝和
- 岩澤秀平
- 神原雄二
- 望月敬一郎
- 前園文夫
- 西村則男
- 佐藤豐
- 片野功

### 其他
- 野坂律子（編劇、文藝擔當）
- 江川真紀（編劇、文藝擔當）
- 面出明美（日语：面出明美）（編劇、前文藝擔當）
- 成島由紀子（編劇、前文藝擔當）
- 大濱誠（編劇、前文藝擔當）
- 中座洋次（背景工作室草薙代表董事、前美術擔當）
- 藤田勉（Studio WHO代表、前美術擔當）
- 宇田川幸助（宣傳擔當）
- 三上鐵男（製作擔當）
- 吉田宰祐（製作擔當）
- 菊地達也（製作擔當）
- 西村航輔（製作進行）

## 腳註

### 來源
1. 1 2 3 4 5 6 7  . EIKEN.   [2017-09-06]. （原始内容存档于2017-09-06） （日语）.
2. 1 2 3  《動畫筆記 No.04》（誠文堂新光社，2006年出版 ISBN 4-416-80678-7）第56－57頁。
3. ↑  海螺小姐動畫製作全面數位化，賽璐珞正式走入歷史。 （页面存档备份，存于）（日語）（共同通信） 47NEWS（全國新聞網） 2013年9月27日。

## 相關項目
- 日本動畫工作室列表

## 外部連結
- 株式會社EIKEN公式官網（页面存档备份，存于） （日語）